# Fallet, Nora
Fallet är en by i Nora socken, Heby kommun.
Byn omtalas första gången i årliga räntan 1541, och omfattar då ett halvt mantal skatte. Från slutet av 1600-talet fanns här två gårdar samt soldattorpet för soldaten Falk vid Salbergs kompani tillsammans med byarna Bro och Sälja.
Bland övrig bebyggelse på ägorna märks Kullerbo torp, ett nu försvunnet torp på platsen dit östra gården flyttades vid laga skiftet 1865. Den marken tillhörde ursprungligen Gäddsjö men tillföll Fallet vid ett ägobyte 1864–1865. Torpet Nybo är dokumeterat sedan 1871.